# Bhor (cratera)
Bhor é uma cratera marciana. Tem como característica 6 quilômetros de diâmetro. Deve o seu nome a Bhor, uma pequena cidade na Índia.